# Massengräber in Koper
Auf dem Gebiet der Stadtgemeinde Koper wurden sieben Massengräber aus der Zeit des Zweiten Weltkriegs gefunden.

## Bezovica
In Črnotiče wurde ein Massengrab in Zusammenhang mit dem Zweiten Weltkrieg gefunden.
- Das Massengrab von Bremce (Grobišče Bremce) liegt etwa 1 km nordöstlich der Siedlung. Höhlenforscher fanden an der Stätte menschliche Überreste. Die über den Boden der Höhle verstreuten Überreste wurden 1992 geborgen und 2004 auf den Friedhof von Koper umgebettet.[1]

## Črnotiče
In Črnotiče wurden zwei Massengräber aus dem Zweiten Weltkrieg gefunden. 
- Das Massengrab von Špirnica (Grobišče Špirnica) liegt nordöstlich der Siedlung, etwa 1,5 Kilometer südlich von Petrinje. Es enthielt die Überreste von mindestens 10 Opfern. Einige der Überreste wurden 1992 exhumiert und 2004 auf dem Friedhof von Koper umgebettet.[2]

- Das Massengrab der Höhle Č12 (Grobišče Jama č12) befindet sich in einem Schacht nordwestlich der Siedlung, im Karstgebiet Grucelj in der Nähe des Steinbruchs Gradis. Es enthält die Überreste unbestimmter Opfer, basierend auf Berichten von Höhlenforschern.[3]

## Podgorje
In Podgorje wurden zwei Massengräber gefunden, die mit dem Zweiten Weltkrieg in Verbindung stehen. 
- Das Massengrab von Vrženca (Grobišče Vrženca) liegt etwa 1,2 km südwestlich von Podgorje und 1,2 km nordwestlich des Gipfels des Kojnik-Hügels, am Ostrand einer Wiese neben dem Wald. Höhlenforscher fanden an der Stätte menschliche Überreste. Die Überreste wurden 1992 geborgen und 2004 auf dem Koper-Friedhof umgebettet.[4]

- Das Massengrab 6 der Podgorje-Höhle  (Grobišče Jama Podgorje 6) liegt am steilen Hang eines kleinen Tals im Gebiet Jančarija am Fuße des Berges Slavnik. Es enthält die Überreste unbestimmter Opfer. Die sterblichen Überreste zweier Personen wurden im Juli 1992 aus dem Grab geborgen und 2004 auf dem Koper-Friedhof beigesetzt.[5]

## Podpeč
In Podpeč wurde ein Massengrab gefunden, das mit dem Zweiten Weltkrieg in Verbindung stehen. 
- Das Vilenica-Massengrab (Grobišče Vilenica) befindet sich in einem Schacht unterhalb einer Klippenkante, etwa 500 m südlich von Praproče. Es enthält die Überreste unbestimmter Opfer. Die sichtbaren Überreste wurden 1992 gesammelt und 2004 auf den Friedhof von umgebettet.[6]

## Socerb
In Socerb wurde zwei Massengräber gefunden, die mit dem Zweiten Weltkrieg in Verbindung stehen. 
- Das Massengrab der Höhle in Socerb hinter Vrh (Grobišče Socerbska jama za Vrhom) liegt im Wald nordöstlich des Dorfes Kastelec. Der Boden der Höhle ist mit den Überresten von Opfern bedeckt, die aus Triest und Umgebung hierher gebracht und ermordet wurden.[7]

- Das Massengrab der Höhle 2 über dem Steilhang von Socerb (Grobišče Jama 2 nad socerbskim klancem) ist ein Schacht auf einem Hügel mit dem Flurnamen Cesarjevič östlich von Socerb. Der eingezäunte Eingang zum Schacht liegt in einem spärlich mit Kiefern bewachsenen Bereich. Das Grab enthält die Überreste einer unbekannten Anzahl von Opfern. Die Überreste von zwei Opfern, die 1992 aus der Höhle geborgen wurden, wurden 2004 auf dem Friedhof von Koper beigesetzt.[8]